# Mary Maxwell Gates
Mary Maxwell Gates (* 5. Juli 1929 in Seattle; † 9. Juni 1994 ebenda) war eine US-amerikanische Geschäftsfrau und Vorstands-Mitglied in verschiedenen Organisationen und Wirtschaftsunternehmen. Sie ist die Mutter von Microsoft-Mitgründer Bill Gates.

## Leben
Mary Gates wurde in Seattle als Mary Maxwell geboren. Sie studierte an der University of Washington machte 1950 ihren Abschluss in Pädagogik. In den frühen 1950er Jahren unterrichtete Gates als Lehrerin.
Nachdem ihr Ehemann Mitgründer der Anwaltskanzlei Preston Gates & Ellis in Seattle wurde, widmete sich Mary Gates verstärkt öffentlichen und wohltätigen Aktivitäten. Sie war Vorstandsmitglied in zahlreichen wirtschaftlichen und kulturellen Vereinigungen und Verbänden. Sie war u. a. Mitglied des Vorstandes des Seattle Symphony Orchestra und der Greater Seattle Chamber of Commerce. Seit 1980 war Mary Maxwell Gates Vorstandsmitglied bei United Way National, einer großen amerikanischen Non-Profit-Organisation. Außerdem leitete sie in Seattle United Way of King County, die regionale Sektion von United Way.
Mary Maxwell Gates war außerdem von 1975 bis 1993 Mitglied des Verwaltungsrates der University of Washington.
Die Vorstandstätigkeiten von Mary Maxwell Gates beschränkten sich dabei allerdings nicht nur auf den Non-Profit-Bereich. Mary Maxwell Gates arbeitete außerdem viele Jahre in verschiedenen Vorstandsfunktionen für große Wirtschaftsunternehmen. Dazu zählten: First Interstate Bank of Washington; Unigard Security Insurance Group; Pacific Northwest Bell Telephone Company (später US WEST Communications) und KIRO Incorporated.
In vielen ihrer Vorstandsfunktionen war sie dabei die erste Frau in einer solchen Position.
Mary und William H. Gates, Sr. haben drei Kinder: Bill, Kristi und Libby. Sie starb an Brustkrebs.